# 1-碘吗啡
1-碘吗啡（英语：1-iodomorphine）是由吗啡碳骨架1位卤化而成的半合成麻醉性镇痛药。1890年至1930年期间，德国、奥地利/奥匈帝国、英国和美国首先合成了卤化吗啡衍生物。1945年以后，这种药物的使用有所增加，用于下述研究。它是一种研究性化学物质，通常在需要时在实验室中制备。
与类似的2-碘吗啡以及二氢吗啡、二氢可待因、海洛因的碘化类似物以及该系列的氟化、氯化和溴化类似物一起，这种变化可能不会显着影响药物的活性，但1- 和2-碘吗啡用于药理学、神经学、代谢和内分泌研究，因为它允许用碘-131或碘-129标记吗啡。此类研究对于发现人类、哺乳动物、鸟类和一些爬行动物、两栖动物、鱼类、昆虫和节肢动物的中枢神经系统、周围神经系统和其他组织中的阿片受体非常重要。